# Paulin Voavy
Paulin Voavy (Maintirano, 10 november 1987) is een Malagassisch voetballer die als middenvelder speelt voor CS Constantine in de Algerian Championnat National. In 2003 debuteerde hij in het Malagassisch voetbalelftal.

## Statistieken
| Seizoen                     | Club                       | Land       | Competitie                    | Wed. | Goals |
| --------------------------- | -------------------------- | ---------- | ----------------------------- | ---- | ----- |
| 2003                        | Ajesaia                    | Madagaskar | THB Champions League          | -    | -     |
| 2004                        | Ajesaia                    | Madagaskar | THB Champions League          | -    | -     |
| 2005                        | Ajesaia                    | Madagaskar | THB Champions League          | -    | -     |
| 2006                        | Saint-Pauloise FC          | Réunion    | Première Division             | -    | -     |
| 2007                        | Saint-Pauloise FC          | Réunion    | Première Division             | -    | -     |
| 2007/08                     | FC Nantes                  | Frankrijk  | Ligue 2                       | 0    | 0     |
| 2007/08                     | FC Nantes II               | Frankrijk  | Championnat de France amateur | 23   | 4     |
| 2008/09                     | US Boulogne                | Frankrijk  | Ligue 2                       | 3    | 0     |
| 2009/10                     | US Boulogne                | Frankrijk  | Ligue 1                       | 0    | 0     |
| 2009/10                     | → Évian Thonon Gaillard FC | Frankrijk  | Championnat National          | 28   | 3     |
| 2010/11                     | AS Cannes                  | Frankrijk  | Championnat National          | 24   | 2     |
| 2011/12                     | AS Cannes                  | Frankrijk  | Championnat de France amateur | 29   | 6     |
| 2012/13                     | AS Cannes                  | Frankrijk  | Championnat de France amateur | 21   | 2     |
| 2013/14                     | US Colomiers               | Frankrijk  | Championnat National          | 32   | 4     |
| 2014/15                     | CS Constantine             | Algerije   | Algerian Championnat National | 0    | 0     |
| Totaal                      | Totaal                     | Totaal     | Totaal                        | 160  | 21    |
| Bijgewerkt tot 13 juli 2014 |                            |            |                               |      |       |

## Erelijst

### MetÉvian Thonon Gaillard FC
| Nationaal                     |    |         |
| Kampioen Championnat National | 1x | 2009/10 |